# Viiv
Viiv (вимовляється як «вайв») — апаратно-програмна платформа для «цифрового дому», за задумом компанії Intel, призначається для використання в домашніх розважальних мультимедійних центрах. Крім широких можливостей для перегляду фільмів, телебачення, прослуховування музики, роботи з цифровими зображеннями і іграми, комп'ютери, побудовані відповідно до концепції Viiv, мають відрізнятися «одомашненим» дизайном, що дозволяє органічно вписати їх в дизайн житла, а також низьким рівнем шуму при достатній продуктивності.

## Вимоги
Для того, щоб система могла носити логотип Intel Viiv, вона повинна в обов'язковому порядку мати такий набір компонентів:
- двоядерний CPU Intel сімейства Pentium D, Pentium Extreme Edition, або Intel Core 2 Duo;
- материнську плату на базі чипсета Intel 975, 965 або 945, що підтримує вищеперелічені процесори, з відповідною версією південного моста ICH7DH або ICH8DH (спеціальні версії для Digital Home);
- мережний контролер Ethernet виробництва Intel (Pro/1000 PM або Pro/100 VE/VM, наявність модуля бездротового зв'язку не обов'язкова);
- кодек стандарту Intel High Definition Audio і набір відповідних аудіовиходів — 6 RCA-рознімів або один цифровою SPD/F;
- жорсткі диски SATA з підтримкою NCQ;
- драйвер Intel Quick Resume Technology, що забезпечують практично миттєве включення/виключення ПК (як звичайного побутового пристрою);
- операційна система Windows XP Media Center Edition з Update Rollup 2;
- набір ПЗ Intel Viiv Media Server, що дозволяє здійснювати пошук і каталогізацію медіафайлів в Мережі, яке, за задумом самої Intel, здатне помітно полегшити життя звичайному користувачеві.

Пульт дистанційного керування, хоч і не є обов'язковим атрибутом платформи Viiv, проте, досить давно використовується в мультимедійних системах і, ймовірно, буде затребуваний і в новій платформі Intel.